# Burt McKinnie
Burt Plumb McKinnie (* 17. Januar 1879 in Pleasanton, Kansas; † 22. November 1946 in Millville, New Jersey) war ein US-amerikanischer Golfer.

## Biografie
McKinnie spielte in St. Louis Golf beim Normandie Park Golf Club. Bei den Olympischen Spielen 1904 in St. Louis konnte er im Einzel die Bronzemedaille gewinnen. Mit der Trans Mississippi Golf Association gewann er zudem im Mannschaftswettkampf die Silbermedaille. 1904 trat er zudem bei den US-amerikanischen Amateurmeisterschaften an, wo er jedoch in der ersten Runde ausschied. Von Beruf war McKinnie Musiklehrer.